# ブラック・アイド・ピーズ

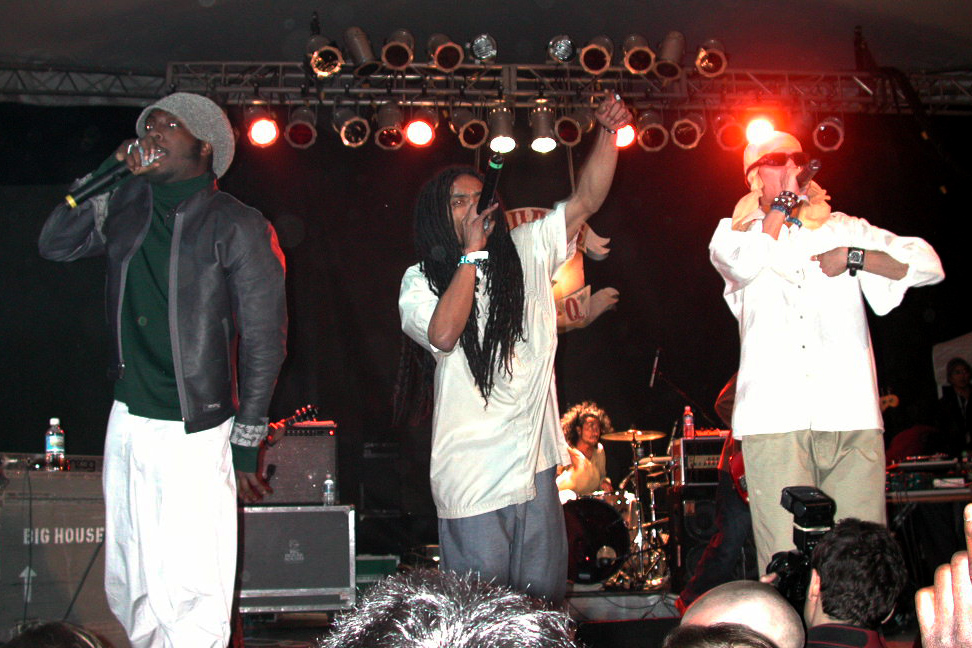
左からウィル・アイ・アム、アップル・デ・アップ、タブー（2001年）

ブラック・アイド・ピーズ（The Black Eyed Peas）は、アメリカ合衆国のヒップホップ・ミクスチャーグループ。これまでにグラミー賞を6度受賞している。日本でのキャッチフレーズは「猿でも分かる○○」。2009年のシングル「ブン・ブン・パウ」は、Billboard Hot 100で12週連続1位を獲得した。また、「アイ・ガッタ・フィーリング」（14週連続1位）と合わせて26週連続1位（2009年4月18日付〜10月10日付）となり、Billboard Hot 100の新記録を達成した。

## メンバー

### 現メンバー
- ウィル・アイ・アム（will.i.am[注釈 3]）（1995年 - 現在）
  - 本名：ウィリアム・ジェームズ・アダムス・Jr.（William James Adams Jr.）
  - エスニシティ：アフリカン・アメリカン
  - 誕生日：1975年3月15日
- アップル・デ・アップ（apl.de.ap[注釈 4]）（1995年 - 現在）
  - 本名：アラン・ピネダ・リンドー（Allan Pineda Lindo）
  - エスニシティ：フィリピーノ／アフリカン・アメリカン
  - 誕生日：1974年11月28日
- タブー（Taboo）（1995年 - 現在）
  - 本名：ハイメ・ルイス・ゴメズ（Jaime Luis Gómez）
  - エスニシティ：ヒスパニック／ネイティブ・アメリカン
  - 誕生日：1975年7月14日
- J.レイ・ソウル（2018年 - 現在）
  - 本名：ジェシカ・レイノソ（Jessica Reynoso）

### 元メンバー
- キム・ヒル（1995年 - 2000年）
  - 本名：キンバリー・ヒル(Kimberly Allise Hill)
- ファーギー（Fergie）（2003年 - 2016年）
  - 本名：ファーギー・デュアメル（Fergie Duhamel)
  - エスニシティ：アングロ・サクソン
  - 誕生日：1975年3月27日

ファーギーは2015年の再結成以来の楽曲に参加していないが脱退の正式な発表はなかった。これに対してウィル・アイ・アムは2020年に「ファーギーは母親として育児に専念しており、The Black Eyed Peasの活動は休止している」と話しているので、ファーギーは育休による活動休止が正しい。

## 経歴

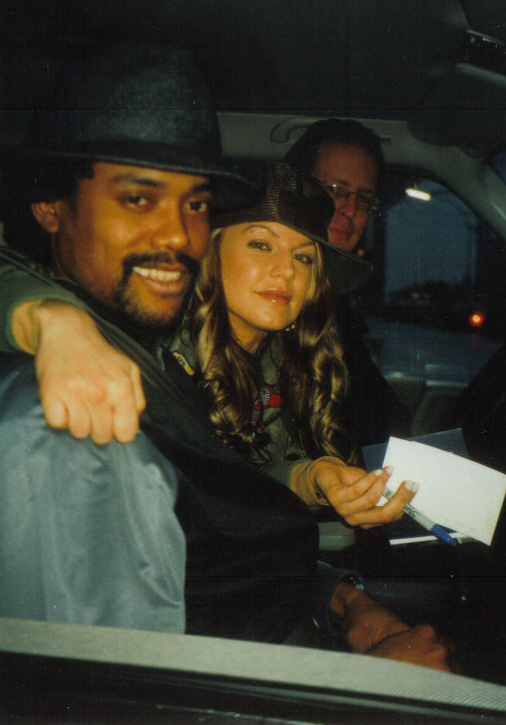
アップル・デ・アップとファーギー

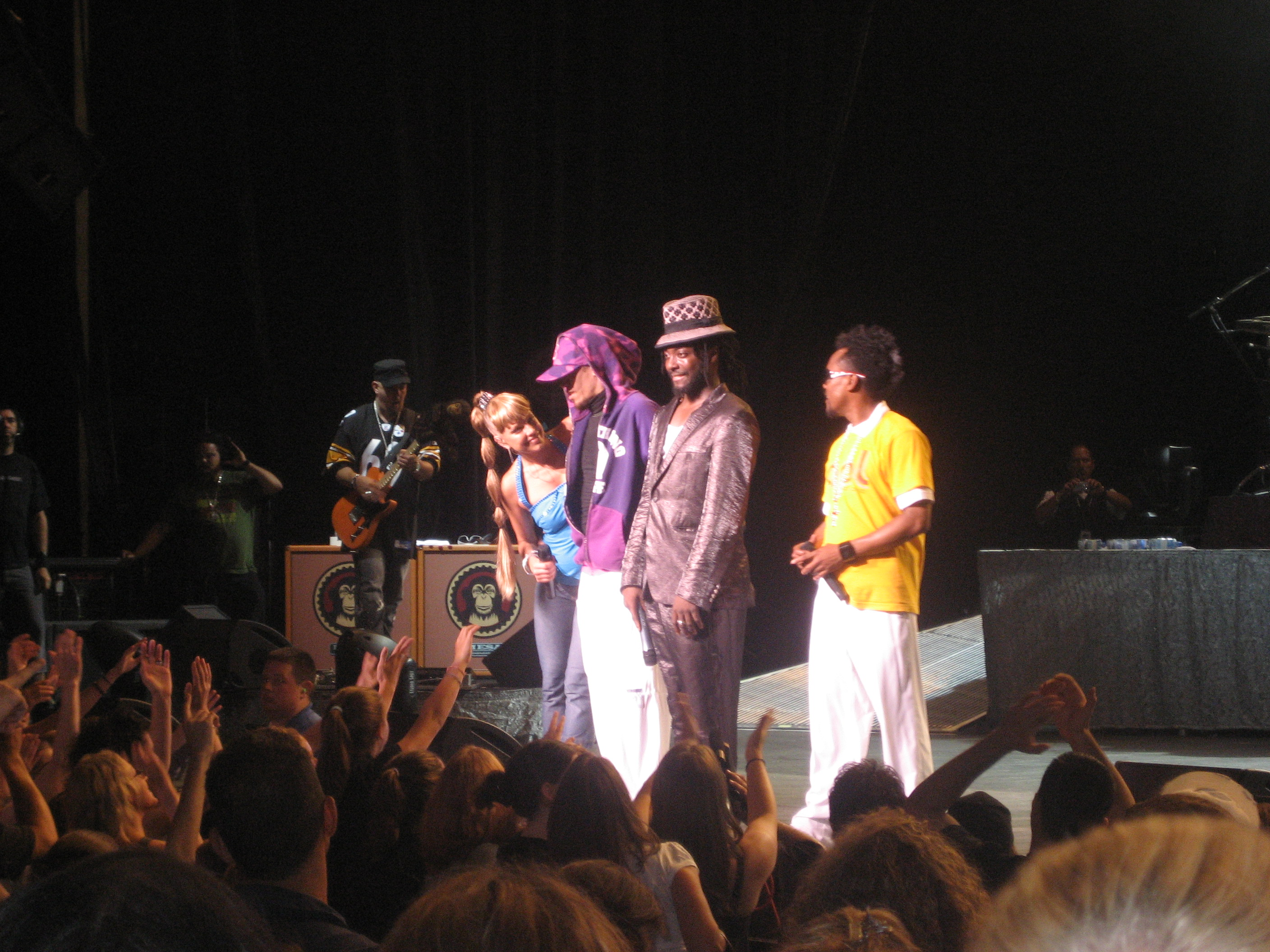
ツイーターセンターでパフォーマンスをするBEP（2006年）

1988年、同じ学校に通っていたウィルとアップルが出会い、ブレイクダンスグループのトライバル・ネイション（Tribal Nation）に入る。
1989年、ウィルとアップルは、トライバル・ネイションを脱退し、ヒップホップグループのアトバン・クラン（Atban Klann）を結成する。
1992年、イージー・E（Eazy-E）が社長だったことで有名な、Ruthless Recordと契約。『Grass Roots』をリリース。
1995年のイージー死去を機に、彼らはRuthless Recordを離れる。この頃に、ダンサーのタブーが加入し、ブラック・アイド・ピーズ（以下BEP）にグループ名を改める。ロサンゼルスを中心にライブ活動を始め、評判が広まっていった。
1997年に、BEPのパフォーマンスは多くのレコード会社の間で話題となり、契約合戦となった。最終的にインタースコープ（Interscope）と契約。
1998年6月、ファースト・アルバム『ビハインド・ザ・フロント（Behind the Front）』をリリース。また、この頃にファーギーがロサンゼルスでのBEPのライブを観てファンになる。
2000年9月、セカンド・アルバム『ブリッジング・ザ・ギャップ（Bridging the Gap）』をリリース。同年、Shibuya O-EASTでのイベントのため。初来日した。
2001年に、ウィルが初のソロ・アルバム『ロスト・チェンジ（Lost Change）』をリリース（日本盤なし）。
2003年4月頃、ファーギーが加入。6月に、3作目のアルバム『エレファンク（Elephunk）』をリリースし、ファースト・シングル｢ホエア・イズ・ザ・ラヴ?（Where Is The Love）｣が大ヒットした。11月には、iPodのCM曲に「ヘイ・ママ（Hey Mama）｣が起用されてヒット。人気を確立する。
2004年9月、DVD『ビハインド・ザ・ブリッジ・トゥ・エレファンク（Behind The Bridge To Elephunk）』をリリース。
2005年6月、4作目のアルバム『モンキー・ビジネス（Monkey Business）』をリリース。年間アルバムトップセールスで5位を獲得した。
2006年5月、リミックス・アルバム「リネゴシエイションズ：ザ・リミキシーズ（Renegotiations:The Remixes）」リリース。7月に来日し、大阪城ホールと日本武道館での公演を果たす。7月17日放送の「SMAP×SMAP」に出演、「ロンドン・ブリッジ」と「パンプ・イット」を披露した。
2009年6月、5作目のアルバム『ジ・エンド（ジ・エナジー・ネヴァー・ダイズ）』をリリース。4月にリリースされた先行シングル『ブン・ブン・パウ』が、初のBillboard Hot 100で1位を獲得。
2010年、『サムデイ（SOMEDAY）』が映画『ナイト&デイ』の主題歌に起用された。
2011年2月6日、NFL(アメリカンフットボール)・第45回スーパーボウルのハーフタイムショーに出演。
2011年11月、無期限の活動休止を発表した。
2015年1月、2015年に結成20周年を迎えることを記念して再結成することをウィル・アイ・アムがメトロ紙にコメント。新作のレコーディングに向けてスタジオ入りを始めており、結成20周年記念ツアーも計画している。
2019年10月、J・バルヴィンを客演に迎えた新曲『RITMO (Bad Boys for Life)』をリリース。Billboard Hot 100で26位を記録し、活動再開以来初のチャートインとなった。

## ディスコグラフィ

### アルバム
| 年                                        | タイトル                  | アルバム詳細                                                                                                | チャート最高位 | チャート最高位 | チャート最高位 | チャート最高位 | チャート最高位 | チャート最高位 | チャート最高位 | チャート最高位 | チャート最高位 | チャート最高位 | 認定 |
| 年                                        | US                        | AUS | AUT            | CAN            | FRA            | GER            | NL             | NZ             | SWI            | UK             |                |                | |
| ----------------------------------------- | ------------------------- | --- | -------------- | -------------- | -------------- | -------------- | -------------- | -------------- | -------------- | -------------- | -------------- | -------------- | --- |
| 1998                                      | Behind the Front          | - 発売日: 1998年6月30日 - レーベル: Interscope - フォーマット: CD, LP, cassette                             | 129            | —              | —              | —              | 149            | —              | —              | —              | —              | —              | |
| 2000                                      | Bridging the Gap          | - 発売日: 2000年9月26日 - レーベル: Interscope - フォーマット: CD, LP, cassette                             | 67             | 37             | —              | —              | —              | 82             | —              | 18             | —              | 112            | |
| 2003                                      | Elephunk                  | - 発売日: 2003年6月24日 - レーベル: A&M - フォーマット: CD, LP, digital download - 全米売上: 320.4万枚      | 14             | 1              | 3              | 2              | 2              | 6              | 5              | 2              | 1              | 3              | - US: 3× プラチナ - AUS: 4× プラチナ - AUT: ゴールド - CAN: 7× プラチナ - FRA: プラチナ - GER: プラチナ - IFPI: 3× プラチナ - IRL: 2× プラチナ - SWI: プラチナ - UK: 5× プラチナ             |
| 2005                                      | Monkey Business           | - 発売日: 2005年5月27日 - レーベル: A&M - フォーマット: CD, LP, digital download - 全米売上: 427.2万枚      | 2              | 1              | 2              | 1              | 1              | 1              | 3              | 1              | 1              | 4              | - US: 4× プラチナ - AUS: 6× プラチナ - AUT: ゴールド - CAN: 6× プラチナ - FRA: 2× ゴールド - GER: プラチナ - IFPI: 2× プラチナ - IRL: プラチナ - SWI: 2× プラチナ - UK: 3× プラチナ          |
| 2009                                      | The E.N.D.                | - 発売日: 2009年6月3日 - レーベル: Interscope - フォーマット: CD, LP, digital download - 全米売上: 320万枚  | 1              | 1              | 5              | 1              | 1              | 2              | 8              | 1              | 2              | 3              | - US: 3× プラチナ - AUS: 4× プラチナ - CAN: 5× プラチナ - FRA: ダイアモンド - GER: 2× プラチナ - IFPI: 3× プラチナ - IRL: 4× プラチナ - NZ: 2× プラチナ - SWI: 2× プラチナ - UK: 5× プラチナ |
| 2010                                      | The Beginning             | - 発売日: 2010年11月26日 - レーベル: Interscope - フォーマット: CD, LP, digital download - 全米売上: 80万枚 | 6              | 6              | 7              | 2              | 1              | 2              | 34             | 12             | 3              | 8              | - US: ゴールド - AUS: プラチナ - AUT: ゴールド - FRA: ダイアモンド - GER: ゴールド - IFPI: プラチナ - NZ: ゴールド - SWI: プラチナ - UK: プラチナ                                            |
| 2018                                      | Masters of the Sun Vol. 1 | - 発売日: 2018年10月26日 - レーベル: Interscope - フォーマット: CD, digital download                        | —              | —              | —              | —              | 112            | —              | —              | —              | 55             | —              | |
| 2020                                      | Translation               | - 発売日: 2020年6月19日 - レーベル: Epic - フォーマット: CD, digital download                               | 52             | —              | 45             | 8              | 13             | 57             | 18             | —              | 11             | —              | |
| "—"は未発売またはチャート圏外を意味する。 |                           | |                |                |                |                |                |                |                |                |                |                | |

### リミックス・アルバム
- リネゴシエイションズ - Renegotiations:The Remixes （2006年）

## 日本公演
- 2004年
  - 2月11日 東京 恵比寿ガーデンホール（Special Showcase）
- 2004年
  - 7月24日 横浜 横浜国際総合競技場 - THE ROCK ODYSSEY 2004
  - 7月25日 大阪 大阪ドーム - THE ROCK ODYSSEY 2004
- 2005年
  - 9月16日 東京 STUDIO COAST
- 2006年
  - 7月11日 大阪 大阪城ホール
  - 7月13日・14日 東京 日本武道館
- 2007年
  - 8月11日 千葉 マリンスタジアム - SUMMER SONIC TOKYO
  - 8月12日 大阪 舞洲スポーツアイランド - SUMMER SONIC OSAKA
- 2009年
  - 9月15日 静岡 浜松アリーナ
  - 9月18日 名古屋 日本ガイシホール
  - 9月19日 千葉 幕張メッセ
  - 9月21日 大阪 大阪城ホール
  - 9月22日 神戸 ワールド記念ホール
  - 9月23日 埼玉 さいたまスーパーアリーナ

※ 9月23日の最終公演では親交がある草彅剛と香取慎吾がアンコールの際に参加している。
- 2017年
  - 8月19日 千葉 ZOZOマリンスタジアム - SUMMER SONIC TOKYO
  - 8月20日 大阪 舞洲スポーツアイランド - SUMMER SONIC OSAKA
- 2024年
  - 1月27日 埼玉 さいたまスーパーアリーナ - GMO SONIC 2024
  - 1月29日 大阪 Zepp Osaka Bayside
  - 1月30日 名古屋 Zepp Nagoya

## グラミー賞受賞歴
| 部門                                       | 曲 / アルバム / ビデオ      | 年   | 結果       |
| ------------------------------------------ | --------------------------- | ---- | ---------- |
| 年間最優秀レコード賞                       | "Where is the Love?"        | 2004 | ノミネート |
| 最優秀ラップ・コラボレーション賞           | "Where is the Love?"        | 2004 | ノミネート |
| Record of the Year                         | "Let's Get It Started"      | 2005 | ノミネート |
| Best Rap Performance by a Duo or Group     | "Let's Get It Started"      | 2005 | 受賞       |
| 最優秀ラップ・ソング賞                     | "Let's Get It Started"      | 2005 | ノミネート |
| Best Rap Performance by a Duo or Group     | "Don't Phunk with My Heart" | 2006 | 受賞       |
| Best Rap Song                              | "Don't Phunk with My Heart" | 2006 | ノミネート |
| 最優秀ポップ・デュオ／グループ賞           | "Don't Lie"                 | 2006 | ノミネート |
| 最優秀ポップ・ヴォーカル・コラボレーション | "Gone Going"                | 2006 | ノミネート |
| Best Pop Performance by a Duo or Group     | "My Humps"                  | 2007 | 受賞       |
| Album of the Year                          | "The E.N.D."                | 2010 | ノミネート |
| Best Pop Vocal Album                       | "The E.N.D."                | 2010 | 受賞       |
| Record of the Year                         | "I Gotta Feeling"           | 2010 | ノミネート |
| Best Pop Performance by a Duo or Group     | "I Gotta Feeling"           | 2010 | 受賞       |
| Best Dance Recording                       | "Boom Boom Pow"             | 2010 | ノミネート |
| Best Short Form Music Video                | "Boom Boom Pow"             | 2010 | 受賞       |